# Neoscleropogon flavipennis
Neoscleropogon flavipennis là một loài ruồi trong họ Asilidae. Neoscleropogon flavipennis được White miêu tả năm 1918. Loài này phân bố ở miền Australasia.